# Черкуэтти, Анита
Анита Черкуэтти (итал. Anita Cerquetti; 13 апреля 1931, Монтекозаро, Италия — 11 октября 2014, Перуджа, Италия) — итальянская оперная певица (сопрано).

## Биография
С детства девочка училась игре на скрипке, позже начала заниматься и вокалом в Консерватории Перуджи. Её дебют на профессиональной сцене состоялся в 1951 году в Сполето в опере «Аида» Джузеппе Верди. Затем неоднократно выступала на Арена ди Верона. В 1953 г. пела Аиду и Леонору из «Трубадура». В 1956 г. исполнила заглавную партию в опере «Джоконда» Амилькаре Понкьелли.
В сезоне 1955/56 в роли Амелии из вердиевского «Бала-маскарада» впервые выступила в Лирической опере Чикаго. В 1956/57 гг. снова была занята в Римской опере.
В 1958 г. выступила на сцене Ла-Скада в опере Верди «Набукко». В том же году заменила заболевшую Марию Каллас в опере «Норма»' в Римском оперном театре. Одновременно эту же роль она исполняла и в San Carlo в Неаполе.
Карьера исполнительницы оказалась очень яркой и в то же время же скоротечной. Её последним выступлением стала партия Абигайль в «Набукко» на сцене голландского Хилверсюма в октябре 1960 г. В 1961 г. в возрасте всего 30 лет она окончательно покинула сцену.
Музыкальное наследие певицы составляют всего два проекта, оба для Decca (1957). Также существует несколько пиратских записей голоса исполнительницы — сделанная в 1958 году в Мехико «Аида» и «Норма», записанная в Риме, и несколько других.